# مات مكغاهان
مات مكغاهان (بالإنجليزية: Matt McGahan)‏ هو لاعب اتحاد الرغبي نيوزلندي، ولد في 21 أبريل 1993 في سيدني في أستراليا.